# 川場村営バス
川場村営バス（かわばそんえいバス）は群馬県利根郡川場村のコミュニティバスである。関越交通が受託している。

## 現行路線

### 川場村循環線
- 沼田駅 - 上之町 - 関越車庫前 - 田園プラザ - 川場温泉 - （健康村） - 吉祥寺入口 - 生品中 - （ほたか病院入口） - 関越車庫前 - 上之町 - 沼田駅

→方向が左（立岩先）回り、←方向が右（生品先）回り。